# 다인초등학교
다인초등학교는 대한민국 경상북도 의성군 다인면 서릉리에 있는 공립 초등학교다.

## 학교 연혁
- 1924년 7월 1일 다인공립보통학교 개교
- 1935년 5월 2일 다인공립보통학교 부설 삼분간이학교 개교
- 1938년 4월 1일 다인공립심상소학교 개편
- 1941년 4월 1일 다인공립국민학교 개편
- 1943년 6월 30일 삼분분교장 국민학교 승격 인가
- 1943년 7월 13일 삼분분교 삼분공립국민학교 승격 분리
- 1981년 3월 1일 병설유치원 개원
- 1995년 3월 1일 밀성국민학교 폐교 및 본교 통폐합
- 1996년 3월 1일 다인초등학교 개편, 달제초등학교 폐교 및 본교 통폐합
- 2022년 2월 11일 제94회 졸업 (11명)
- 2022년 3월 1일 제36대 김익한 교장 부임

## 학교 상징
- 교화 : 장미 - 활짝 핀 장미의 모습은 우리들의 밝은 얼굴과 같으며 백색의 장미는 평화를 상징하고 적색장미는 나라사랑의 일편단심을 나타낸다.
- 교목 : 은행나무 - 곧게 자라며 오래 사는 나무로, 고상하고 늠름한 기상은 우리들이 곧고 정직한 마음으로 씩씩하게 자라는 모습을 나타낸다.

## 참고 자료
- 다인초등학교 - 한국교육학술정보원 학교알리미